# Fulleren
Fulleren (deutsch Füllern) ist eine französische Gemeinde mit 337 Einwohnern (Stand 1. Januar 2022) im Département Haut-Rhin in der Region Grand Est (bis 2015 Elsass).

## Geografie
Das Haufendorf liegt im Sundgau, zehn Kilometer südwestlich von Altkirch. Die Osthälfte des Gemeindegebietes ist bewaldet. Im oberen Largtal liegen alle Dörfer auf dem flacheren, für Siedlungen günstigeren ostexponierten Hang außer Merzen und, in eine flache Hangmulde über dem  Haltschbach geschmiegt, Fulleren.

## Geschichte
Auf der Gemarkung wurden Funde aus gallo-römischer Zeit gemacht. Bis 1324 gehörte Fulleren zur Grafschaft Pfirt, kam dann durch die Heirat der Johanna von Pfirt mit Albrecht II. von Österreich an Habsburg. Im Westfälischen Frieden 1648 gelangte es mit dem ganzen elsässischen Besitz der Habsburger an die französische Krone. Vom Schloss der Ortsadligen von Betz, die bis zur Revolution im Ort wohnten, sind keine Überreste mehr vorhanden. Die Sankt-Michaelskapelle steht dort, wo sich einst der Schlossgarten befand.
Das Sankt-Michaelskreuz (Croix de St.-Michel) im Wald östlich von Fulleren befindet sich an der Stelle des im 15. Jahrhundert wahrscheinlich nach Zerstörungen durch die Armagnaken (1444) und 1468 durch die Basler abgegangenen Dorfes Rossburn. - Dieses ist erstmals erwähnt 1288 als Rudolfsbrunn, letztmals 1441. 1554 existierte nur noch der Flurname Ruschburnenmatten. Die Gemarkung wurde aufgeteilt zwischen Hindlingen und Fulleren. Die Kirche bestand noch bis ins 18. Jahrhundert und diente dann als Steinbruch beim Bau der Kapelle von Fulleren. Von dem Schloss der Ortsadligen in Rossburn ist nichts mehr vorhanden.
1589 wurden drei Frauen aus Fulleren der Hexerei bezichtigt, zwei von ihnen wurden verbrannt, eine freigelassen.

## Bevölkerungsentwicklung
| Jahr      | 1962 | 1968 | 1975 | 1982 | 1990 | 1999 | 2006 | 2017 |
| Einwohner | 246  | 259  | 244  | 285  | 290  | 331  | 335  | 342  |

## Sehenswertes
Kapelle Sankt Michael. 1786 geweiht, barocker Hochaltar.
Sankt-Michaelskreuz im Forêt de Fulleren an der Stelle der Siedlungswüstung Rosburn. Grundmauern erkennbar.
Gut erhaltene Sundgauer Fachwerkhäuser. die meisten in Stockwerkbauweise mit Krüppelwalm und oft auch Wetterdächlein am Giebel. Beispiel: Rue Haute Nr. 13. Auch die altertümlichere Ständerbauweise ist mit mehreren Beispielen vertreten. Beispiel Rue Principale Nr. 13 - die Ständerbauweise (weitabständiges Fachwerk mit  hauswandhohen Wandständern und Streben) war schon vor dem Dreißigjährigen Krieg üblich, erscheint aber auch noch lange nach dem Krieg. Das Haus Nr. 2 Rue de l'École ist sicher schon im 16. Jahrhundert entstanden, hatte ursprünglich wohl einen Halbwalm.  

## Persönlichkeiten
Antoine Waechter (* 1949), Gründer und Vorsitzender der Partei Mouvement écologiste indépendant, wohnt in Fulleren und ist dort seit 2001 Gemeinderat.